# 松田未来 (ヘアメイクアップアーティスト)
松田 未来（まつだ みらい、1984年9月11日 - ）は、兵庫県出身の美容師、ヘアメイクアップアーティスト。コスメティックブランド「rihka」ディレクター。

## 経歴
15歳の頃、初めてパーマをかけたときに外見にも内面にも自信がついたことを切っ掛けに美容の道を志す。美容専門学校を卒業後、関西の美容室に11年間勤務し、ディレクターや店長を経験。31歳で東京に拠点を移し、ヘアメイクアップアーティストとしてのキャリアをスタート。インスタライブ配信を始める。
2020年2月、コスメティックブランド「rihka」を立ち上げる。2022年元日、株式会社きじまを設立。講談社オンラインメディア「ホリックス」での連載を33歳より開始。ファッション誌から広告、メイク関連のディレクション、アパレルブランドとのコラボレーションなどにも携わる。

## 著書
- 私が私らしく生きる美学（2020年9月11日、双葉社、ISBN 978-4-575-31570-7）

## 出演

### ウェブラジオ
- feel in harmony（2019年10月1日 - 、stand.fm）
- Order and Harmony（2019年7月3日 - 、stand.fm）